# Tingsholmsgymnasiet
Tingsholmsgymnasiet är en gymnasieskola i Ulricehamns kommun som erbjuder utbildning inom elva nationella program samt ett introduktionsprogram. Det finns omkring 600 elever på ungdomsgymnasiet inklusive anpassad skola för grundskolan och gymnasiet. De flesta gymnasieprogram kan kombineras med LIU inom fotboll och ishockey eller LIU Special inom valfri egen idrott. Skolan har även status som riksidrottsgymnasium och nationell idrottsutbildning inom längdskidåkning. Utöver detta finns det möjlighet att kombinera studier på de flesta gymnasieprogram med en musik-, dans- eller bildprofil. Tidigare elever är bland andra Oskar Svärd (trefaldig Vasaloppsvinnare), Pia Sundhage och Johanna Hagström. Skolan byggdes 1970. 
SIQ:s pris "Bättre skola" tilldelades skolan i december 2006 och skolans bibliotek utnämndes till Skolbibliotek i världsklass 2013, 2014, 2015, 2016, 2017, 2018 och 2019 av en nationell expertgrupp.  Gymnasieskolans rektorer är Matthias Nordgren och Marita Lindman Johansson. 
I anslutning till skolan finns även Vuxenutbildningen i Ulricehamn, Lärvux och SFI, och Grundsärskolan som är egna skolenheter men där skolorna organisatoriskt samarbetar i ett skolområde vid namn Skolområde Tingsholm. 

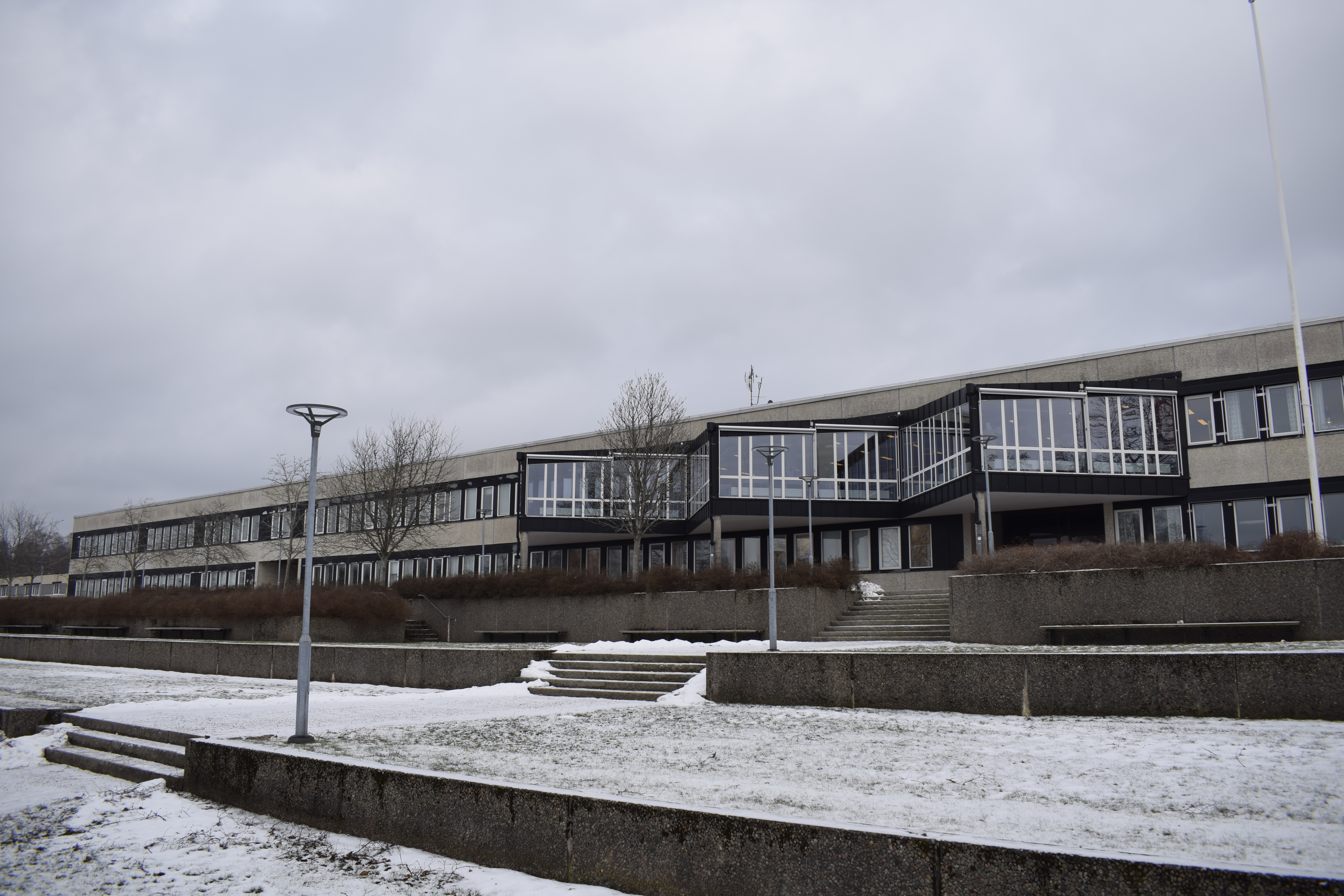
Tingsholmsgymnasiet i Januari 2019

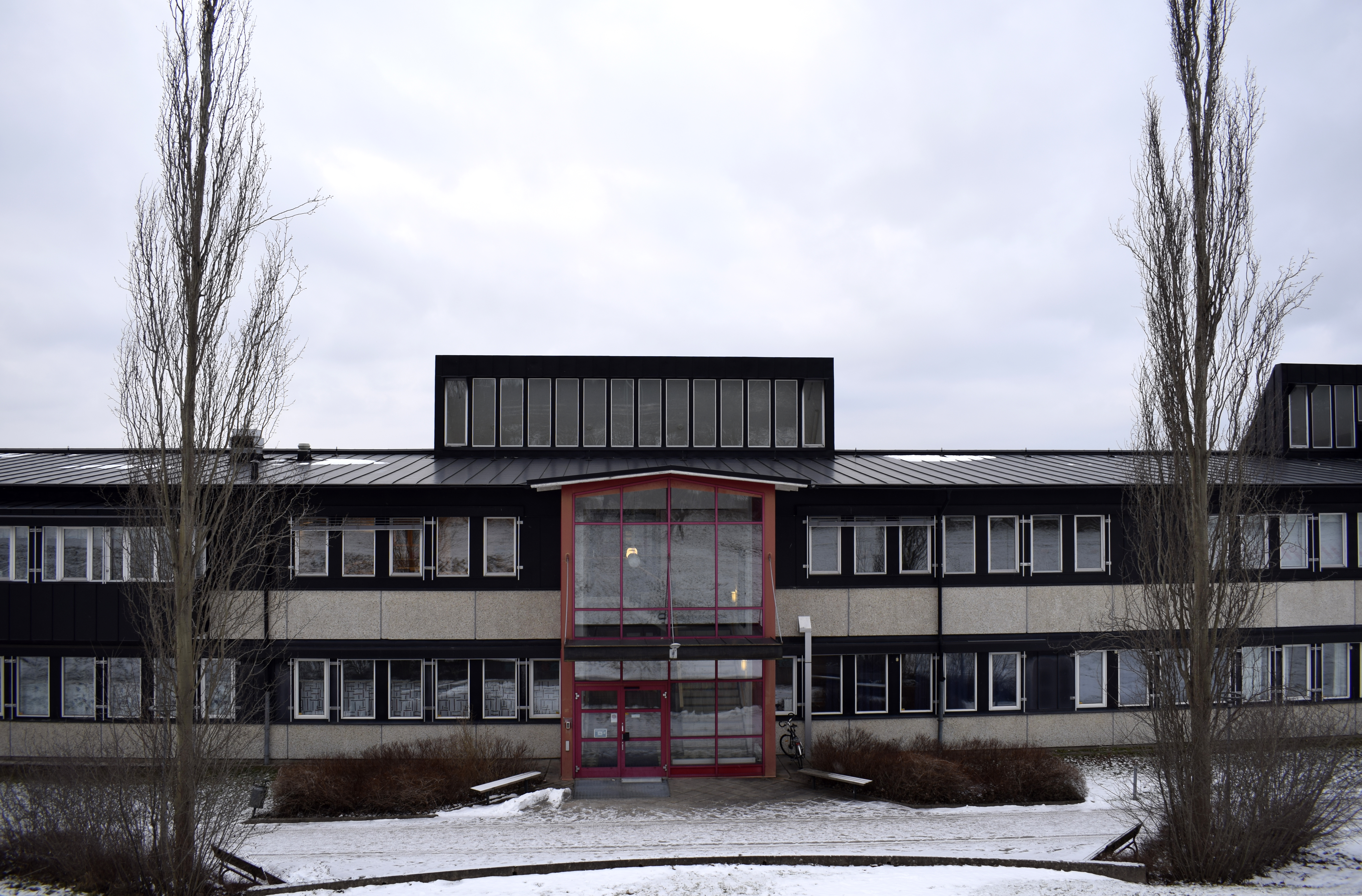
Tingsholmsgymnasiet i Januari 2019

## Nationella gymnasieprogram[5]
- Barn- och fritidsprogrammet
- Bygg- och anläggningsprogrammet
- Ekonomiprogrammet
- El- och energiprogrammet
- Fordonsprogrammet
- Försäljnings- och serviceprogrammet
- Industritekniska programmet
- Naturvetenskapsprogrammet
- Samhällsvetenskapsprogrammet
- Teknikprogrammet
- Vård- och omsorgsprogrammet